# Siegfried Landshut

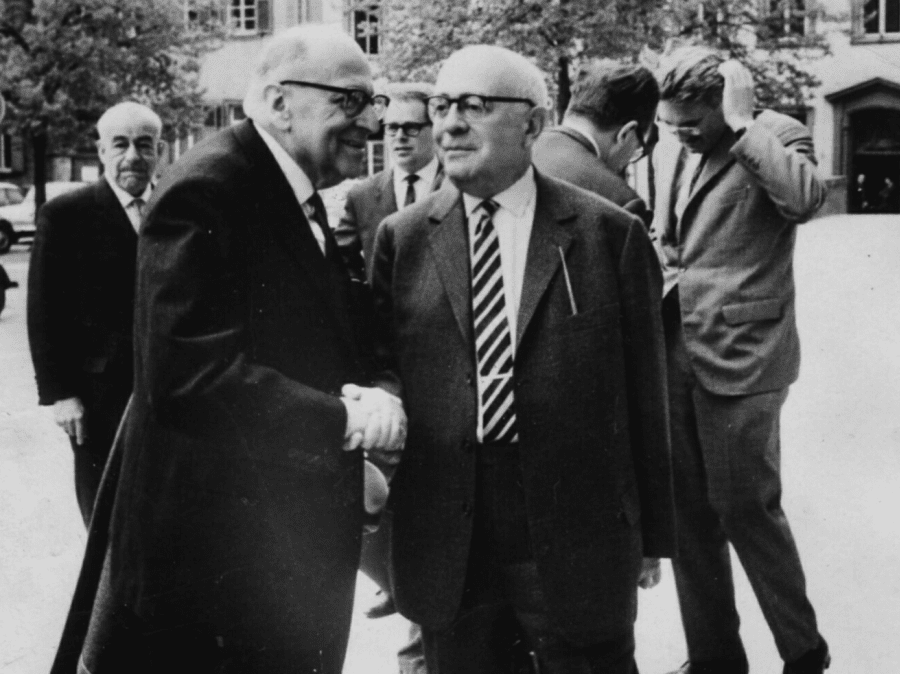
Siegfried Landshut (im Hintergrund links) auf einer Aufnahme mit Max Horkheimer (vorne links), Theodor W. Adorno (vorne rechts) und Jürgen Habermas (im Hintergrund rechts) im Jahr 1964 in Heidelberg

Siegfried Landshut (* 7. August 1897 in Straßburg, Elsass; † 8. Dezember 1968 in Hamburg) war ein deutscher Politologe und Soziologe. Er zählt zu den Wiederbegründern der Politikwissenschaft in der Bundesrepublik Deutschland und hatte den ersten Lehrstuhl für die „Wissenschaft von der Politik“ an der Universität Hamburg inne. Darüber hinaus wurde Landshut als Entdecker und Herausgeber der Frühschriften von Karl Marx bekannt.

## Leben
Siegfried Landshut war der Sohn des Architekten Samuel Landshut und seiner Frau Suzette, geb. Cohn. 1914 legte er kriegsbedingt das Abitur am Protestantischen Gymnasium in Straßburg ab und trat am 5. August als Freiwilliger in das deutsche Heer ein. Ende 1919 kehrte er von der deutsch-türkischen Front im Nahen Osten nach Deutschland zurück und begann zunächst ein juristisches, dann ein nationalökonomisches Studium in Freiburg im Breisgau und Frankfurt am Main. 1921 wurde er mit einer Dissertation über den Homo oeconomicus in Freiburg bei Robert Liefmann promoviert. Im selben Jahr heiratete er Edith Hess, das Ehepaar hatte drei Kinder.
In den folgenden vier Jahren studierte er bei Edmund Husserl und Martin Heidegger in Freiburg, bei Max Scheler in Köln, bei Alfred Weber und Karl Jaspers in Heidelberg, dann erneut bei Heidegger in Marburg und schließlich wieder in Heidelberg bei Alfred Weber. Seine Hoffnung, sich bei Weber habilitieren zu können, wurde enttäuscht. 1936 schrieb er in einem Lebenslauf rückblickend: „Absicht der Habilitation bei Alfred Weber. Schwierigkeiten wegen der Habilitation eines zweiten jüdischen Privatdozenten im selben Fach (neben Karl Mannheim).“ Auf Vermittlung von Alfred Weber erhielt Landshut einen zweijährigen Forschungsauftrag am Institut für Auswärtige Politik der Universität Hamburg, das von Albrecht Mendelssohn Bartholdy geleitet wurde. In Hamburg begann seine Freundschaft mit Hans von Dohnanyi.

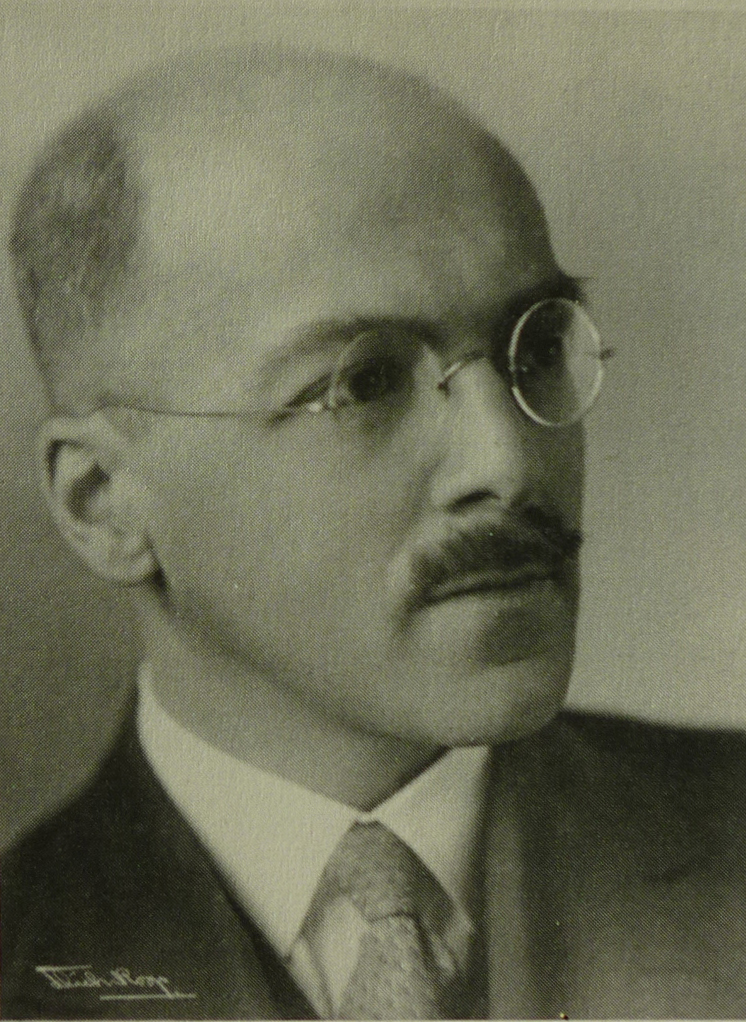
Eduard Heimann, bei ihm war Landshut von 1927 bis 1933 wissenschaftlicher Assistent auf halber Stelle.

Nach Erledigung des Forschungsauftrages mit einer Studie über das Mandatssystem des Völkerbundes wurde er Assistent des Nationalökonomen Eduard Heimann. 1928 reichte Landshut die Habilitationsschrift Untersuchungen über die ursprüngliche Fragestellung zur sozialen und politischen Problematik bei der Universität Hamburg ein und bat als erster deutscher Wissenschaftler um die Zulassung zur Habilitation für das „Fach der Politik“, ein Fach, das es zu diesem Zeitpunkt an keiner deutschen Universität gab und das er wiederbegründen wollte. Das Vorhaben wurde von Heimann unterstützt, vom Soziologen Andreas Walther dagegen abgelehnt. Seit Walther 1926 auf den neuen Lehrstuhl für Soziologie der Universität Hamburg berufen worden war, bestand zwischen ihm und Landshut ein „Verhältnis gesteigerter Konkurrenz“. Da eine Habilitation ohne die Zustimmung des Soziologie-Ordinarius nicht möglich war, versuchte Landshut an die Universität Kiel zu Adolph Lowe auszuweichen. Seine Bewerbung um Anstellung und Habilitationsmöglichkeit in Kiel blieb jedoch erfolglos. In Hamburg zog er sein Gesuch am 21. Juli 1928 zurück. Die zurückgezogene Habilitationsschrift erschien 1929 unter dem Titel Kritik der Soziologie.
Am 22. Januar 1933 legte Landshut in Hamburg eine zweite Habilitationsschrift vor, sie trug den Titel Historisch-systematische Analyse des Begriffs des Ökonomischen. Die im Fach Nationalökonomie eingereichte Arbeit wurde angenommen, die für den April vorgesehene Probevorlesung konnte aber nicht mehr stattfinden. Am 13. Mai teilte die Rechts- und Staatswissenschaftliche Fakultät mit, es sei mit Rücksicht auf die veränderten Verhältnisse von der Habilitationsangelegenheit abzusehen. Infolge des Gesetzes zur Wiederherstellung des Berufsbeamtentums wird ihm zum 31. August seine Assistentenstelle gekündigt. Schon am 23. Juni 1933 hatte Landshut Hamburg verlassen, um in Ägypten Gastvorlesungen zu halten, seine Familie ließ er nachkommen, weil ihm eine längerfristige Dozentur in Aussicht gestellt worden war. Dazu kam es nicht, bis 1936 blieben die Landhuts unter schwierigen wirtschaftlichen Bedingungen in Kairo, dann folgte die Übersiedlung nach Palästina.

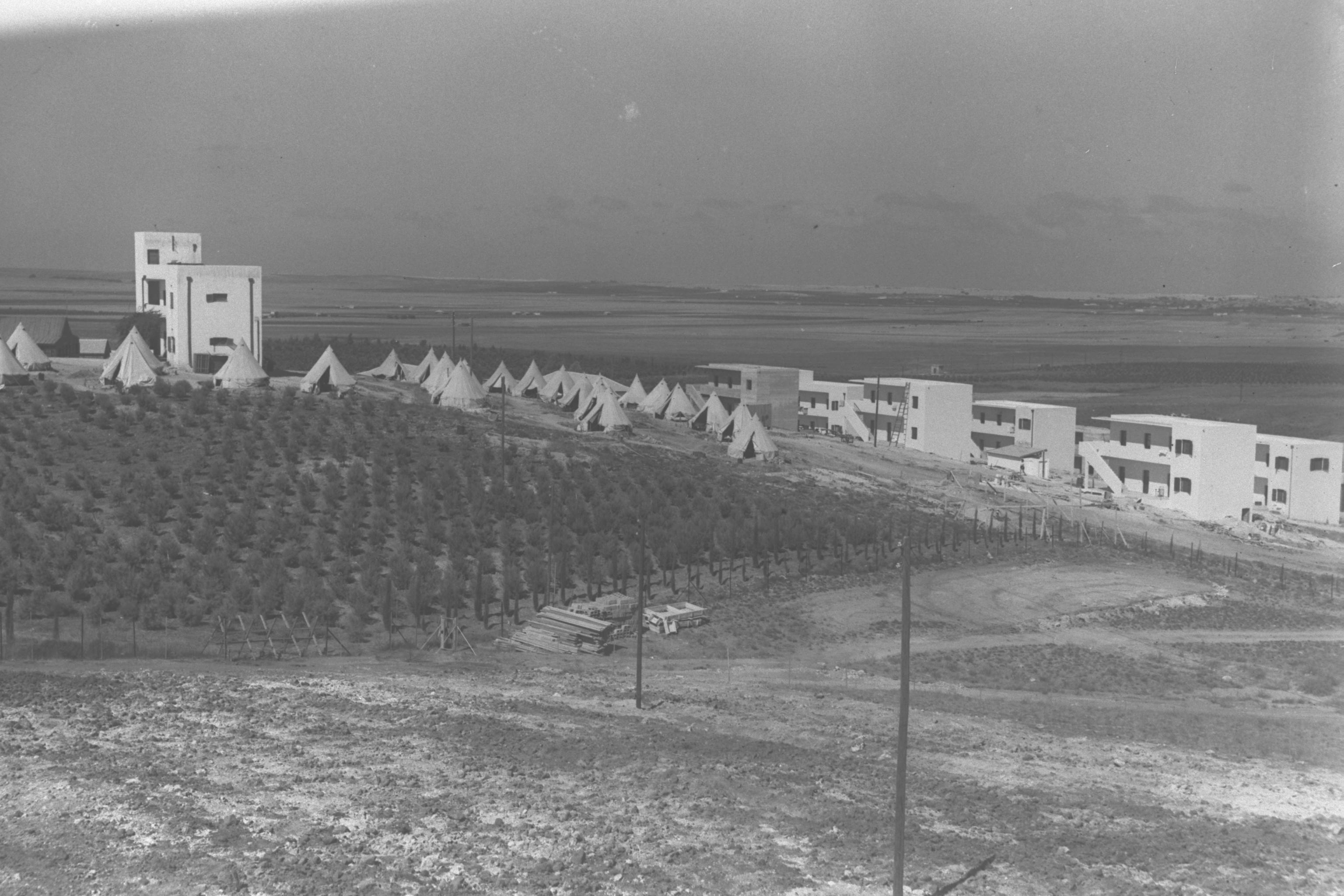
Givʿat Brenner, Kibbuzgebäude 1936, hier lebte und forschte Landshut 1940/41.

In Jerusalem finanzierten verschiedene Institutionen und Hilfsorganisationen eine auf zwei Jahre befristete Stelle als Research Fellow an der Hebräischen Universität für Landshut. Trotz intensiver Bemühungen von Persönlichkeiten wie Martin Buber, Ernst Simon und Arthur Ruppin gab es nach zwei Jahren keine Weiterbeschäftigung an der Universität. Die Familie geriet erneut in eine prekäre ökonomische Situation. 1939 gab dann das Economic Research Institute Jerusalem Landshut den Auftrag für eine Studie über die soziologischen Grundlagen der Gemeinschaftssiedlung in Palästina. Zu Forschungszwecken hielt er sich dann 1940/41 im Kibbuz Givʿat Brenner auf. Die daraus resultierende Studie Die Gemeinschafts-Siedlung in Palästina erschien 1944 in hebräischer Sprache. Lanshut hatte inzwischen eine andere Aufgabe übernommen und leitete von 1942 bis 1945 die deutsche Abteilung des Britischen Mittelmeersenders in Jerusalem. 1945 zog die Familie zurück nach Kairo, wo Landshut für drei Jahre Leiter der »Educational Section« des »German Prisoners of War Directorate« wurde. Dieser Unterabteilung des British [...] oblag die »Re-education« von etwa 100.000 deutschen Kriegsgefangenen in Ägypten. 1948 folgte die Übersiedlung nach London. Dort übernahm Landshut einen Forschungsauftrag der Anglo-Jewish-Association zum Thema „Jewish Communities in the Muslim Countries of the Middle East“.
Im Januar und Juli 1950 hielt Landshut Gastvorlesungen an der Universität Hamburg, im Wintersemester 1950/51 und im Sommersemester übernahm er dort einen Lehrauftrag für Soziologie und Politikwissenschaften. Der Ruf auf den ersten Hamburger Lehrstuhl für die „Wissenschaft von der Politik“ erhielt er am 28. April 1951, am 18. Juli wurde er zum ordentlichen Professor ernannt. Neben seiner Universitätsprofessur hatte er von 1952 bis 1959 einen Lehrauftrag an der Akademie für Gemeinwirtschaft. 1964/65 war er Vorsitzender der Deutschen Vereinigung für Politische Wissenschaft.
1965 wurde Siegfried Landshut emeritiert und setzte seine Lehrtätigkeit im beschränkten Umfang fort. Am 26. Juni desselben Jahres starb seine Ehefrau Edith Landshut.
Ab dem Jahr 2018 vergibt das Hamburger Institut für Sozialforschung jährlich den Siegfried-Landshut-Preis.

## Sozialwissenschaftliche Leistung und ihre Rezeption
Landshut etablierte die Politische Wissenschaft in Hamburg und war maßgeblich an der Wiederbegründung des Faches in der Bundesrepublik beteiligt, sein eigenes politikwissenschaftliches Werk wurde aber nur begrenzt rezipiert und geriet nach seinem Tod weitgehend in Vergessenheit. In einer
Gedächtnisrede auf den früheren Hamburger Kollegen betonte Wilhelm Hennis 1969, er kenne kaum ein Werk eines anderen deutschen Gelehrten, dessen Wirksamkeit durch „die Ungunst der Zeit“ dermaßen beeinträchtigt worden wäre wie das Landhuts. Selbst nächste Fachkollegen wüssten nur, dass Landshut Herausgeber der Frühschriften von Marx sei und zudem eine gelungene Tocqueville-Auswahl betreut habe. Etwas dreißig Jahre später nannte Hennis Landshut den wohl unbekanntesten der „Gründerväter“ des Faches aber auch den bedeutendsten Kopf der Generation der Politikwissenschaft nach 1945. Die Randständigkeit war laut Rainer Nicolaysen auch im aristotelischen Politikverständnis begründet, das Landshut vertrat. Landshut versuchte konsequent die Politische Wissenschaft aus ihrer mehr als zweitausendjährigen Tradition heraus wieder zu begründen. Politik war danach nicht nur eine der ältesten Wissenschaften, sie war für Landshut die königliche Disziplin, die entscheidende Fragen des menschlichen Miteinanders zum Thema hat und sich als praktische Wissenschaft am Gemeinwohl orientiert. Landshut wollte durch rückwärts aufklärende Untersuchungen kenntlich machen, das solches Verständnis von Politik nichts mit Kampf um Macht oder bloßer Verwaltung und Sicherung des Lebens zu tun hat. Michael Th. Greven bezeichnete Landshut als einen der „tiefgründigsten Vertreter des politikwissenschaftlichen Neo-Aristotelismus“.
Landshuts bekanntestes Werk, Kritik der Soziologie, enthält scharfe Kritik an der Orientierungslosigkeit dieser Disziplin gegenüber ihrer eigenen Fragestellung. Wissenschaft, insbesondere die Soziologie, lasse sich nicht über Methoden und Theorien definieren, die auf beliebige Gegenstände angewandt werden. Das würde zur Auflösung und Fragmentierung des Faches führen. Am Anfang habe darum die Suche nach der zentralen Problematik der Soziologie zu stehen, die Aufdeckung ihres „Sachcharakters“. Wie aus dem ursprünglichen Titel der Arbeit, die Landshut wegen erwartbarer Ablehnung als Habilitationsschrift zurückgezogen hatte, Untersuchungen über die ursprüngliche Fragestellung zur sozialen und politischen Problematik ersichtlich, ging es ihm besonders um die Klärung politikwissenschaftlicher Grundbegriffe. Das betrieb er „energisch und eigensinnig“ mit großen Interpretationen zu Machiavelli, Hobbes, Rousseau, Tocqueville, Marx und immer wieder Max Weber.
Wolfgang Knöbl erkennt bei Landshut ein kontinuierliches Hinterfragen sozial- und geisteswissenschaftlicher Positionen, eine grundsätzliche und anhaltende Kritik an weitgehend unproblematisch erachteten Theoremen und Begriffen. Dadurch sei er zum wissenschaftlichen Außenseiter geworden. Genau deshalb aber seien seine Arbeiten auch noch heute interessant für diejenigen, die die Entwicklung einer oft drittmittelgetriebenen Forschung zunehmend kritisch sehen und an deren Relevanz zweifeln.

## Schriften (Auswahl)
- Kritik der Soziologie. Freiheit und Gleichheit als Ursprungsproblem der Soziologie, Duncker & Humblot, München 1929, erste (wegen drohender Ablehnung zurückgezogene) Habilitationsschrift, da noch unter dem Titel: Untersuchungen über die ursprüngliche Fragestellung zur sozialen und politischen Problematik.
- Mit J. P. Mayer Herausgeber; Karl Marx: Der historische Materialismus; Die Frühschriften. Kröner, Stuttgart, 1932. 2 Bände. Neuausgabe, Karl Marx: Die Frühschriften. Kröner, Stuttgart, 1953.
- Karl Marx. Colemanns kleine Biographien, Lübeck, 1932. 40 Seiten.
- Die Gemeinschafts-Siedlung in Palästina, 1944. Auf Hebräisch.
- Jewish Communities in the Muslim Countries of the Middle East; A Survey. London, o. J. [1950].
- Als Herausgeber: Alexis de Tocqueville: Das Zeitalter der Gleichheit; Eine Auswahl aus dem Gesamtwerk. Kröner, Stuttgart, 1954.
- Kritik der Soziologie und andere Schriften zur Politik. Luchterhand, Neuwied am Rhein/Berlin 1969.
- Politik. Grundbegriffe und Analysen. Eine Auswahl aus dem Gesamtwerk in zwei Bänden. Hrsg. von Rainer Nicolaysen. Verlag für Berlin-Brandenburg, Berlin 2004, ISBN 978-3-935035-52-1.